# Gimnastyka na Letnich Igrzyskach Olimpijskich 1896 – ćwiczenia na koniu z łękami

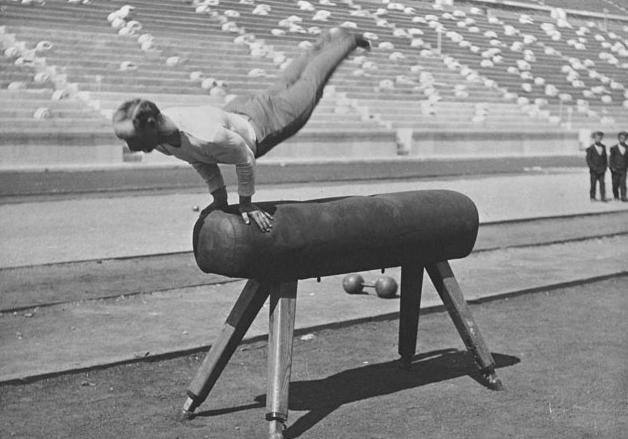
Carl Schuhmann podczas wykonywania konkurencji.

Ćwiczenia na koniu z łękami były jedną z ośmiu dyscyplin gimnastycznych rozgrywanych na Letnich Igrzyskach Olimpijskich 1896 w Atenach. Zawody zostały rozegrane 9 kwietnia. Wystartowało 15 zawodników z 5 krajów. Wygrał Szwajcar Louis Zutter, a Niemiec Hermann Weingärtner był drugi.

## Medaliści
| Medal | Zawodnik            | Kraj       |
| ----- | ------------------- | ---------- |
|       | Louis Zutter        | Szwajcaria |
|       | Hermann Weingärtner | Niemcy     |

## Wyniki
| lp. | Zawodnik             | Kraj       |
| --- | -------------------- | ---------- |
| 1   | Louis Zutter         | Szwajcaria |
| 2   | Hermann Weingärtner  | Niemcy     |
| -   | Conrad Böcker        | Niemcy     |
| -   | Charles Champaud     | Bułgaria   |
| -   | Alfred Flatow        | Niemcy     |
| -   | Gustav Flatow        | Niemcy     |
| -   | Georg Hillmar        | Niemcy     |
| -   | Gyula Kakas          | Węgry      |
| -   | Fritz Manteuffel     | Niemcy     |
| -   | Karl Neukirch        | Niemcy     |
| -   | Aristowulos Petmezas | Grecja     |
| -   | Richard Röstel       | Niemcy     |
| -   | Gustav Schuft        | Niemcy     |
| -   | Carl Schuhmann       | Niemcy     |